# Primeira Batalha de Clúsio (82 a.C.)
A Batalha de Clúsio foi travada em junho de 82 a.C. entre as tropas populares de Cneu Papírio Carbão e os optimates de Lúcio Cornélio Sula durante a Segunda Guerra Civil de Sula.

## Contexto
Para a campanha de 82 a.C., os populares se dividiram em duas frentes: norte, sob o comando de Cneu Papírio Carbão, e sul, comandado por Caio Mário, o Jovem. Depois da derrota para Sula na Batalha de Sacriporto, Mário acabou cercado em Preneste. Sula deixou as operações sob o comando de um subordinado e seguiu para a Etrúria, onde venceu uma batalha menor de cavalaria perto do rio Glanis.

## Batalha
Segundo Apiano, os dois exércitos se encontraram perto da cidade de Clúsio e, depois de um sangrento combate, as duas forças se separaram ao anoitecer. O resultado aparentemente foi um empate, mas, segundo Theodor Mommsen, "A vitória acabou indecisa, ou, melhor, a obteve Carbão, pois conseguiu deter a marcha triunfante de seu adversário".